# 马以
马以（1957年11月—），男，汉族，浙江临安人，中华人民共和国政治人物。中共浙江省委党校研究生学历，第十一届全国人民代表大会浙江地区代表。曾任中共湖州市委书记，中共浙江省委政法委副书记、省平安办主任。

## 生平
1976年11月至1978年5月任杭州第十一中学代课教师。1978年5月至1980年8月在杭州师范学院中文系学习。
1980年8月参加工作，任共青团浙江省委学校部、宣传部干事。1984年8月加入中国共产党。1984年12月任共青团浙江省委宣传部副部长。1986年11月任共青团浙江省委常委、宣传部部长（1991年3月至1991年6月在浙江省委党校进修班学习）。1991年11月任共青团浙江省委常委、办公室主任（1992年5月至1994年4月挂职任兰溪市委常委、政法委副书记，1989年8月至1992年6月在中央党校函授学院经济管理专业本科学习）。1994年4月任共青团浙江省委副书记、党组成员（1996年4月至1996年6在浙江省委党校进修班学习）。
1996年10月进入省委干部考察组工作。1997年1月任中共衢州市委常委、组织部部长。
1999年7月任中共温州市委常委、组织部部长（1997年9月至1999年12月在浙江省委党校研究生班文化学专业学习）。2003年4月任温州市委副书记、组织部部长。2003年12月任温州市委副书记。
2007年1月任中共湖州市委副书记。2007年2月任湖州市委副书记、代市长（2006年3月起在清华大学EMBA硕士研究生班学习）。2007年5月至湖州市委副书记、市长。2008年当选第十一届全国人大代表。2012年5年任中共湖州市委书记。
2015年4月任浙江省委政法委副书记、省平安办主任。